# Чернопер тунец
Чернопер тунец (Thunnus atlanticus) е вид бодлоперка от семейство Scombridae. Видът не е застрашен от изчезване.

## Разпространение и местообитание
Разпространен е в Американски Вирджински острови, Ангуила, Антигуа и Барбуда, Аруба, Барбадос, Бахамски острови, Белиз, Бермудски острови, Бонер, Бразилия (Триндади и Мартин Вас), Британски Вирджински острови, Венецуела, Гваделупа, Гватемала, Гвиана, Гренада, Доминика, Доминиканска република, Кайманови острови, Колумбия, Коста Рика, Куба, Кюрасао, Мартиника, Мексико, Монсерат, Никарагуа, Панама, Пуерто Рико, Саба, САЩ (Вирджиния, Джорджия, Северна Каролина, Флорида и Южна Каролина), Свети Мартин, Сейнт Винсент и Гренадини, Сейнт Китс и Невис, Сейнт Лусия, Сен Естатиус, Синт Мартен, Суринам, Тринидад и Тобаго, Търкс и Кайкос, Френска Гвиана, Хаити, Хондурас и Ямайка.
Обитава крайбрежията на морета, заливи и рифове. Среща се на дълбочина от 50 до 2650 m, при температура на водата от 3,1 до 27,9 °C и соленост 32,5 — 37,1 ‰.

## Описание
На дължина достигат до 1,1 m, а теглото им е не повече от 20,6 kg.
Популацията на вида е стабилна.